# 百老匯商場 (貝克斯利希斯)
百老匯商場（英語：Broadway Shopping Centre）（2004年改名為貝克斯利希斯购物中心，2009年恢复原名）是貝克斯利希斯镇中心的主要购物中心，也是倫敦貝克斯利區最大的單一有蓋購物區。
現在的商場是由爱丁堡公爵菲利普亲王在1984年3月13日主持开业的。在貝克斯利希斯的重建計畫中，商場會在附近增加零售設施、貝克斯利倫敦區議會辦公室、圖書館等。但在2010年商場出售後，其新主說不會進行大規模擴建。

## 外部連結
- 商場的官方網站